# Latania
Latania es un género con tres especies de plantas con flores perteneciente a la familia  de las palmeras (Arecaceae).  
Es originario de las islas Mascareñas.

## Taxonomía
El género fue descrito por Comm. ex Juss y publicado en Genera Plantarum 39. 1789.
Etimología
El nombre del género es una latinización del nombre común, latanier, utilizado en Mauricio.

## Especies
- Latania loddigesii Mart. (1838).
- Latania lontaroides (Gaertn.) H.E.Moore (1963).
- Latania verschaffeltii' Lem. (1859).